# Sportkanalen (Kinnevik)
Sportkanalen var en TV-kanal som sände sport och ägdes av Kinnevik. TV-kanalen skulle bekostas av reklam, och sände under perioden 23 mars-30 december 1996 .
Samma år startade även en annan sportkanal i TV, Supersport. Båda kanalerna blev populära bland tittarna men hade problem att sända i de stora kabelnäten. Vid årsskiftet 1996/1997 (sista sändning: 30 december 1996) stängdes Sportkanalen, som var föregångaren till Viasat Sport.